# Raorchestes kollimalai
Raorchestes kollimalai — вид жаб родини веслоногих (Rhacophoridae). Описаний у 2020 році.

## Назва
Видова назва походить з типового місцезнаходження — нагір'я Коллі (Kolli Malai).

## Поширення
Ендемік Індії. Поширений на півдні Східних Гатів.

## Опис
Тіло завдовжки 15–45 мм. Спинка світло-коричнева з темно-коричневими плямами. Морда темно-коричнева. Темно-коричнева смужка проходить ззаду ока через барабанну перетинку і закінчується на плечі. Ноги, темно-коричневі. Зіниця чорна із золотими плямами навколо.